# Pinto da Costa
Jorge Nuno de Lima Pinto da Costa (Cedofeita, 28 dicembre 1937 – Porto, 15 febbraio 2025) è stato un imprenditore e dirigente sportivo portoghese.

## Biografia
Diventò presidente del Porto il 17 aprile 1982, e durante i primi due decenni della sua presidenza, il club lusitano ottenne diversi risultati di rilievo sia in patria, come i cinque titoli nazionali consecutivi vinti dal 1994-1995 al 1998-1999, che all'estero, come il triplete internazionale composto dalla Coppa dei Campioni 1986-1987, la Supercoppa UEFA 1987 e la Coppa Intercontinentale 1987.
Nel 2002 ingaggiò come allenatore José Mourinho e nel biennio successivo il club vinse due Campionati, una Coppa di Portogallo, una Supercoppa di Lega, una Coppa UEFA e una Champions League, quest'ultima diciassette anni dopo il primo successo.
Nel 2008, nonostante la vittoria in Campionato, il club venne coinvolto nello scandalo denominato Fischietto d'oro, relativo ad alcuni casi di illecito sportivo avvenuti nella stagione 2003-2004: al termine dell'inchiesta la Federazione lusitana penalizzò la società di 6 punti e Pinto da Costa fu squalificato due anni per illecito sportivo.
Durante la sua presidenza (1982-2024) il Porto ha vinto complessivamente 68 trofei, di cui 61 nazionali (23 Campionati, 15 Coppe del Portogallo, 1 Coppa di Lega, 22 Supercoppe Portoghesi) e 7 internazionali (2 Coppe dei Campioni/Champions League, 2 Coppe Uefa/Europa League, 1 Supercoppa Europea, 2 Coppe Intercontinentali), risultati che lo rendono il dirigente sportivo più vincente in assoluto nella storia del calcio mondiale.